# Document unique d'évaluation des risques professionnels
Pour les articles homonymes, voir DU.
En France, le document unique, document unique d'évaluation des risques, ou document unique d'évaluation des risques professionnels (DU, DUER ou DUERP), a été créé par le décret n° 2001-1016 du 5 novembre 2001, en application des articles L4121-2 et L4121-3 du Code du travail. Le décret a également transposé la directive 89/391/CEE du conseil des communautés européennes du 12 juin 1989 sur la prévention des risques professionnels.
L'élaboration et la mise à jour de ce document s'imposent à tout employeur dont l'entreprise emploie au moins un salarié. Cet outil permet de transcrire les résultats de la démarche de prévention des risques professionnels pour les travailleurs de la structure et de la pérenniser. Le document unique doit être mis à jour au minimum une fois par an et lors de tout changement de situation. Il doit également être revu après chaque accident du travail.

## Finalité et obligation
Le document unique (DU) est la transposition par écrit de l'évaluation des risques, imposée à tout employeur par le code du travail dans son article R4121-1.
Le DU est obligatoire pour toutes les entreprises, administrations et associations ayant au moins un salarié.
L'absence de document unique, en cas de contrôle de l'Inspection du travail, peut être sanctionnée de 1 500 euros d'amende et de 3 000 euros en cas de récidive, en application de l'article R4741-1 du code du travail.
En cas d'accident de travail ou de maladie professionnelle, la responsabilité civile de l’employeur peut être engagée si la faute inexcusable est reconnue, entraînant une réparation du préjudice subi pour la victime (souffrances morales et physiques, esthétiques, …) et pour l'employeur, une cotisation complémentaire en remboursement de la rente majorée servie par la sécurité sociale (SS).
Le décret n° 2001-1016 définit trois exigences pour le document unique : 
1. Le document unique doit lister et hiérarchiser les risques pouvant nuire à la sécurité de tout salarié. En ce sens, c'est un inventaire exhaustif et structuré des risques par unité de travail ;
2. Le DU doit également préconiser des actions visant à réduire les risques, voire les supprimer. En ce sens, c'est un plan d'action ;
3. Le document unique doit faire l'objet de réévaluations régulières (au moins une fois par an), et à chaque fois qu'une unité de travail a été modifiée. Il doit également être revu après chaque accident du travail.

L'entrave portée à la rédaction et la constitution du DU peut être sanctionnée par une contravention de cinquième classe, en application de l'article R4741-1 du code du travail.
Le Document Unique n'est donc pas seulement un document légalement obligatoire et figé. C'est un élément essentiel de la prévention des risques dans l'entreprise. C'est un document qui doit vivre.
Exemple : le document unique a mis en évidence un risque majeur dans une unité de travail. Après avoir résolu le problème, le document unique de l'unité de travail est à mettre à jour.
L’intérêt primordial du document unique est donc de permettre de définir un programme d’actions de prévention découlant directement des analyses et évaluations qui auront été effectuées. L’objectif principal étant de réduire le nombre et la gravité des accidents du travail et des maladies professionnelles et ainsi de permettre d'éviter des surcoûts pour la sécurité sociale et pour l'entreprise.
La circulaire n°6 DRT du 18 avril 2002 (non publiée au JO) émise par la Direction des Relations du travail (ministère de l'Emploi et de la Solidarité) donne des indications visant à fournir « des éléments de droit et de méthode utiles pour promouvoir » le DU « et en faciliter la compréhension ».

## Forme
Il n'existe aucun modèle imposé pour le document unique. L'employeur est libre d'utiliser tous types de supports (papier, informatique, etc.) pour transcrire le résultat de son évaluation des risques. La seule obligation est que ce document soit tenu à la disposition : 
- Des travailleurs.
- Des membres du comité social et économique (CSE).
- De la commission santé sécurité et conditions de travail (C2SCT).
- Des instances représentatives du personnel (délégué syndical).
- Du médecin du travail.
- Des agents de l’inspection du travail.
- Des agents des services de prévention des organismes de sécurité sociale.
- Des agents des organismes professionnels de santé, de sécurité et des conditions de travail mentionnés à l’article L. 4643-1.
- Des inspecteurs de la radioprotection mentionnés à l’article L. 1333-17 du code de la santé publique et des agents mentionnés à l’article L. 1333-18 du même code, en ce qui concerne les résultats des évaluations liées à l’exposition des travailleurs aux rayonnements ionisants, pour les installations et activités dont ils ont respectivement la charge.

Le lieu de consultation du document unique doit être indiqué sur l'affichage obligatoire ainsi que les modalités de consultation que le support soit papier ou numérique.
Pour les grandes entreprises, un document unique doit être établi dans chaque établissement.
Parmi des centaines d'autres modèles, il existe un document créé pour l'industrie de la métallurgie et qui est transposable pour toutes les entreprises.

## Accès
Le document unique doit être tenu à la disposition :
- du comité d'hygiène, de sécurité et des conditions de travail ;
- des délégués du personnel ;
- des salariés ;
- du médecin du travail ;
- de l'inspection du travail ;
- des agents des services prévention des organismes de Sécurité sociale ;
- des inspecteurs Accidents de travail et maladies professionnelles de la sécurité sociale ;
- du procureur de la République en cas d'accident du travail ;
- des organismes professionnels d'hygiène, de sécurité et des conditions de travail, constitués dans les branches d'activité à hauts risques.

En vertu du décret n° 2008-1347 du 17 décembre 2008 paru au JO du 19 décembre 2008, l’employeur doit notamment informer ses salariés que le document unique d’évaluation des risques professionnels est tenu à leur disposition ; il doit également les informer des mesures de prévention des risques identifiés dans le document unique d’évaluation des risques, des consignes de sécurité. De façon générale l’information des salariés sur les risques relatifs à leur santé et à leur sécurité doit être dispensée d’une manière compréhensible et le temps consacré à cette information est considéré comme du temps de travail.
Le document unique doit être utilisé pour établir les plans annuels de prévention présentés au CHSCT chaque année.

## Rédaction
La responsabilité de la rédaction du Document Unique incombe au chef d'entreprise. Cela ne signifie pas qu’il le rédige seul ou qu’il peut reporter cette responsabilité à un de ses préposés par lui désigné.
Bien au contraire, comme le précise la circulaire DRT, l’évaluation des risques (transcrite dans le document unique) s’inscrit plus généralement dans la démarche de prévention mise en place dans l’entreprise et à ce titre la rédaction du Document Unique met nécessairement en œuvre :
- une approche pluridisciplinaire (acteurs externes) - le rédacteur s'attache éventuellement les services de professionnels de la Préventions généralistes (CARSAT, OPPBTP, etc.) ou spécialistes, consultants ou intervenant en prévention des risques professionnels attestés (IPRP), qui l'aideront dans cette tâche ;
- l’association des acteurs (internes et externes) - le chef d’entreprise favorisera la participation des personnels, préventionnistes, instances représentatives du personnel (CHSCT), médecins du travail, ergonomes, juristes, techniciens, … et les travailleurs eux-mêmes (y compris les travailleurs temporaires), dont la connaissance des risques et l’expérience est un apport indispensable.

Cette approche pluridisciplinaire et participative peut seule :
- permettre une évaluation des risques globale et exhaustive prenant en compte des situations de travail réelles dans l’entreprise,
- et donc conduire à élaborer un document unique qui facilitera ensuite l'élaboration d'un plan d'actions de prévention, lui-même destiné à supprimer ou réduire les risques.

Le document unique n’est qu’un élément de la démarche de prévention, Avant de commencer il faut 
- Constituer un groupe de travail
- Définir une échelle de cotation des risques (Méthode de Kinney, etc..)
- Définir les unités de travail[6] (Risques similaires et conditions homogènes d'exposition aux risques)
- Regrouper les documents utiles (Accidents, VGP, Registres, etc.

C'est un processus PDCA classique qui comporte cinq étapes :
1. Identifier les risques
2. Évaluation des risques par les unités de travail et rédiger le Document Unique
3. Élaboration du Programme Annuel de Prévention des Risques Professionnels et d'Amélioration des Conditions de Travail (PAPRIPACT - Art. L. 4121-3-1.-I[7] ), Il faut se donner les moyens, les méthodes, les objectifs, les responsables, les délais,...
4. Réalisation des actions planifiées
5. Réévaluation des risques à la suite des actions menées et recommencer un nouveau cycle.

## Exemples d'évaluation des risques
Pour chaque poste ou unité de travail, l’entreprise doit identifier :
1. La classe de risques (ex. : risque routier)
2. Les dangers (ex. : vitesse excessive).
3. Les conséquences ou risques (ex. : accident).
4. L'estimation de la gravité du risque (ex. : élevé, faible, moyen).
5. L'estimation de la fréquence et de la durée d'exposition (ex. : temps de conduite).
6. Les mesures de prévention (ex. : formation risques routiers, note de service sur les dangers de la route).

### Risques et actions de prévention
Des exemples de risques
- risque routier  ;
- risque lié à l’utilisation d’un téléphone portable : accident ;
- rachialgies (changement de roue, chaînage, posture liée à la conduite) ;
- pollution urbaine et gaz d'échappements ;
- station assise prolongée, contraintes circulatoire, digestive ;
- chute de hauteur
- risque chute de plain-pied (neige, verglas) ;
- risques psychosociaux. Charge mentale, vigilance permanente, agressions physiques et verbales ;
- manipulation ou mise en contact avec des produits chimiques (toxiques, caustiques, explosifs, inflammables)
- utilisation d'instruments ou de machines susceptibles de causer des blessures
- manipulation d'échantillons biologiques et de produits infectieux (bactéries, virus)

La liste des risques pénibles est consultable sur le site votre compte professionnel de prévention (C2P) , ces risques sont évalués et doivent faire l'objet d'une déclaration dans la DSN
- risque du travail de nuit
- risque travail en équipes successives alternantes (exemple : travail posté en 5X8, 3X8, etc.)
- travail répétitif caractérisé par la répétition d'un même geste, à une fréquence élevée et sous cadence contrainte
- activités en milieu hyperbare
- températures extrêmes
- bruit

Il faudra bien vérifier les limites d'expositions
Le document proposé par l'INRS : ed840.pdf constitue une base de risque pour la mise en place de l'évaluation des risques professionnels au sein des PME-PMI
Des exemples d’actions de prévention
- respect de la réglementation des temps de conduite et des temps de repos : archivage des disques de chronotachygraphe ;
- ergonomie du poste de conduite (siège adapté réglable, protection éventuelle contre les agressions physiques, …) ;
- entretien mécanique, pneumatique, électronique, régulier du véhicule ;
- choix de l'itinéraire ;
- danger de l'utilisation de médicaments et de drogues ;
- respect du code de la route ;
- visites médicales périodiques.

### Risques et actions de prévention concernant le personnel administratif
Des exemples de risques
- travail sur écran en permanence avec contraintes visuelles et posturales ;
- gestes répétitifs lors de la frappe sur le clavier ;
- manutention de dossiers pour consultation, mise à jour, archivage ;
- pression des clients ;
- bruit du téléphone ;
- nuisances organisationnelles : travail pouvant connaître des périodes plus intenses que d'autres ;
- agressions verbales téléphoniques ;
- risque incendie ;
- travail en périodes de fortes chaleurs ;
- harcèlement moral, harcèlement sexuel.

Des exemples d’actions de prévention
- en cas de travail sur écran, examen approfondi des yeux lors des visites médicales ;
- comportement adapté aux agressions verbales ;
- réglage de la luminosité ;
- écran de bonne qualité, antireflet, nettoyé régulièrement ;
- organisation du temps de travail ;
- suppression du tabagisme passif ;
- gestion des pauses et alternance des tâches ;
- affichage de consignes concernant le harcèlement moral ;
- dialogue ;
- rappeler les postures à adopter devant son écran, utiliser un tapis de souris adapté au poignet ;
- extincteurs.

### Risques et actions de prévention concernant le mécanicien
Des exemples de risques
- bruit des moteurs et des outils ;
- produits gras, salissants ;
- odeurs ;
- rejets des pots d'échappement ;
- coupures ;
- chutes de plain-pied sur sol glissant, mal éclairé, encombré ;
- lombalgies d'effort ;
- projection de corps étrangers dans les yeux ;
- port de charges (pièces détachées, batteries, outils) ;
- gestes répétitifs des poignets pour le montage et démontage des pneus (vissage).

Des exemples d’actions de prévention
- aération et ventilation du local, chauffage et éclairage suffisants ;
- produits dangereux étiquetés ;
- outils en bon état et adaptés à la tâche ;
- extincteur à proximité ;
- connaissance de la signalisation de sécurité et des symboles présents sur les récipients par le personnel ;
- interdiction de boire, de manger et de fumer dans l'atelier ;
- consignes de sécurité et procédures d'évacuation affichées ;
- mise à la terre des appareils électriques, prises de courant protégées ;
- réduction du bruit à la source ;
- port de protection individuelle ;
- réseau électrique aux normes et régulièrement contrôlé (installation, câbles, prolongateurs…) ;
- évacuation adaptée des gaz, fumées, vapeurs explosives.

L'INRS propose des produits d'information qui permettent d'identifier les risques afin de mettre en place des mesures de prévention dans les PME-PMI comme des brochures ou des outils d'évaluation des risques pour les TPE (OiRA)
Pour les PME et grand groupe DigiRisk est un logiciel Open-Source basé sur les catégories de l'INRS proposé dans la brochure ED840 permettant notamment la rédaction du Document Unique.